# Селенид празеодима
Селенид празеодима — бинарное неорганическое соединение
празеодима и селена
с формулой PrSe,
кристаллы.

## Получение
- Нагревание чистых веществ в вакууме:

{\displaystyle {\mathsf {Pr+Se\ {\xrightarrow {2100^{o}C}}\ PrSe}}}

## Физические свойства
Селенид празеодима образует кристаллы
кубической сингонии,
пространственная группа F m3m,
параметры ячейки a = 0,5952 нм, Z = 4,
структура типа хлорида натрия NaCl
.
Соединение конгруэнтно плавится при температуре 2100°С.